# Banū Hashim
 Der er for få eller ingen kildehenvisninger i denne artikel, hvilket er et problem. Du kan hjælpe ved at angive troværdige kilder til de påstande, som fremføres i artiklen.

Banū Hāshim (arabisk: بنو هاشم) er en klan indenfor stammen Quraysh. Klanen har sit navn fra grundlæggeren Hashim ibn Abd Manaf, som var en lederfigur indenfor Quraysh. Hashim fik flere sønner, hvoraf den ene, Abd Al-Muttalib, var profeten Muhammads farfar. Dermed er Muhammad en del af Banū Hāshim-klanen.
Abd Al-Muttalib fik flere sønner, hvoraf 3 er meget vigtige: Abd Allah (Muhammads fader), Abu Talib (overtog lederskabet af Quraysh efter faderen) og Abbas. Disses efterkommere delte sig i to meget betydningfulde og rivaliserende subklaner i kølvandet på islams oprettelse. Efterkommerne af Abd Allah (og dermed profeten Muhammad) Ahlul Bayt og efterkommerne af Abbas, som oprettede Abbaside-kalifatet. Alt imens har Abu Talibs efterkommere i større omfang støttet Ahlul Bayt.
Samlet set har Banu Hashim ligeledes haft et langt fjendskab med quraysh-klanen Banu Umayya, som er efterkommere af Hashims bror, Abd Shams.

## Historie
Hasjimitterne fører deres slægt tilbage til Hāšim ibn ʿAbd Manāf (død 510 e.Kr.), oldefaren til den islamske profeten Muḥammad, selv om hasjimitter i dag ofte defineres som efterkommerne af profetens datter Fāṭimah. Hasjimitternes tidlige historie efter Muḥammad var præget af deres lange kamp mod umayyaderne om hvem, som skulle være kalif, eller Muḥammads efterfølger. Umayyaderne tilhørte samme stamme som hasjimitterne, men de var forskellige klaner. Efter, at umayyaderne blev styrtet efter slaget ved Zab i 750, hævdede de efterfølgende abbasider, at de repræsenterede hasjimitterne, da de hævdede at nedstamme fra al-ʿAbbas ibn ʿAbd al-Muttalib, en onkel af Muḥammad. Hasjimitterne var på den tid den mægtigste klan i Makkah. Muḥammads far var død før, han blev født, og morderen døde, mens han endnu var ung, så Muḥammad blev opdraget af hasjiimitternes leder Abū Tālib ibn ʿAbd al-Muttalib.
Fra det tiende århundrede var šarīf en af Makkah og byens ʾamīr traditionelt en hasjimit. Før 1. verdenskrig regerede šarīf Ḥusayn bin ʿAlī fra den hasjimitiske Ḏawu-ʾAwn-klanen over Hijaz på vegne af den osmanniske sultan. Da havde der en tid været tradition for, at den osmanniske regering udnævnte ʾamīren af Makkah blandt en udvalgt gruppe afkandidater.

### Ḥusayn bin ʿAlī og hans efterkommere
I 1908 blev Ḥusayn bin ʿAlī udnævnt til ʾamīr af Makkah, men han kom ind i en stadig større konflikt med Ungtyrkerne, som kontrollerede hovedstaden Istanbul, mens han forsøgte at sikre sin families stilling som arvelige ʾamīrer. I 1916 startede han araberopstanden mod det osmanniske styre. Efter, at det osmanniske rige var brudt sammen, herskede Ḥusayn over det uafhængige kongedømme Hijaz, som han med støtte fra det britiske Foreign and Commonwealth Office blev erklæret konge over. Hans medspillere er blevet kaldt šarīfiere og det šarīfiske parti.
Ḥusayn blev ved sin død i 1924 efterfulgt som konge af Hijaz af den ældste af sine fem sønner, ʿAlī. Hasjimitternes største rival med hensyn til kontrollen over Den arabiske halvø var suʿūdierne fra højlandet i Naǧd, som under kong Ibn Suʿūd i 1925 annekterede Hijaz, hvor Ibn Suʿūds søn Fayṣal ibn ʿAbd al-ʿAzīz Āl Suʿūd blev gjort til guvernør. I 1932 blev kongedømmerne Naǧd og Hijaz endelig slået sammen til én stat, Saudi-Arabien.

### Syrien
De allierede havde lovet at støtte arabisk uafhængige mod, at araberne kæmpede mod osmannerne under 1. verdenskrig, men disse løfter blev tilsidesat til fordel for britiske og franske interesser i Mellemøsten. I tråd med den måde, som araberne havde tolket sin aftale med de allierede på, blev Det arabiske kongedømme Syrien, den første moderne arabiske stat i Mellemøsten, oprettet i 1920 med Fayṣal ibn Ḥusayn, šarīf Ḥusayn tredje søn og en vigtig helt fra det arabiske oprør, som konge. Dette rige eksisterede kun et par måneder, da det blev erobret af Frankrig under den fransk-syriske krig.

### Irak
Fayṣal blev udvist fra Syrien af franskmændene og flyttede til Storbritannien. Briterne mente, at han var en god kandidat til at lede deres mandat i Irak. I 1932 blev mandatet formelt uafhængigt som Kongeriget Irak, men forblev under stærk britisk indflydelse og fortsat okkupation. Fayṣal og hans efterkommere Ġāzī og Fayṣal 2. herskede over Irak som konger frem til 14. juli-revolutionen i 1958, hvor de revolutionære, ledede af ʿAbd al-Karīm Qāsim, styrtede kongedømmet og gjorde Irak til en republik. Fayṣal 2. blev dræbt under revolutionen, men hans grandonkel Zayd ibn Ḥusayn, Ḥusayn ibn ʿAlīs fjerde søn, flygtede fra landet og krævede stillingen som Iraks retmæssige konge.

### Jordan
Ḥusayn ibn ʿAlīs anden søn var ʿAbd Allāh, en anden vigtig leder under araberopstanden. Han blev indsat af briterne som ʿamīr for deres mandat Transjordan, og fra 1946 til sin død i 1951 var han konge af det uafhængige hasjimitiske kongedømme Jordan. ʿAbd Allāh 1. blev efterfulgt som konge af Ṭalāl, Ḥusayn og ʿAbd Allāh 2., som i dag er Jordans hasjimitiske konge.

### Andre hasjimitter i dag
I dag har hasjimitterne spredt sig til mange områder, som er blevet styret af muslimer, således Irak, Pakistan, Indien, Libanon, Irak, Jordan, Egypten, Yemen, Djibouti, Sudan og Tyrkiet. De fleste hasjimitter i disse landene har titlen sayyid. Indtil nu er der ikke gjort noget forsøg på at registrere medlemmerne af Banū Hāšim rundt omkring i verden. Marokkos herskerfamilie hævder også at nedstamme fra ʿAlī ibn Abī Ṭālib, men anvender ikke hasjimit som sit dynastiske navn.

## Andre vigtige hashimitter
- Hamza ibn 'Abd al-Muṭṭalib
- As-Saffah
- Muslim ibn Aqeel
- Khadija
- Ali Khamenei
- Ali al-Sistani

| Folkeslag | Spire Denne artikel om folkeslag eller etnografi er en spire som bør udbygges. Du er velkommen til at hjælpe Wikipedia ved at udvide den. |